# Jim Wright
Pour les articles homonymes, voir Wright.
James Claude Wright, Jr., dit Jim Wright, né le 22 décembre 1922 à Fort Worth au Texas et mort le 6 mai 2015, est un homme politique américain membre du parti démocrate.

## Biographie
Jim Wright fut maire de la ville de Weatherford au Texas de 1950 à 1953 et député représentant le Texas à la chambre des représentants fédérale des États-Unis de janvier 1955 à juin 1989. Il passa les deux dernières années comme 48ème speaker de la chambre de janvier 1987 à sa démission en juin 1989. Il présida la convention nationale démocrate à Atlanta en juillet 1988.